# 阿墩子紫堇
阿墩子紫堇（学名：Corydalis atuntsuensis）为罂粟科紫堇属下的一个种。

## 扩展阅读
- 維基物種上的相關：阿墩子紫堇